# Dasyhelea nigrofusca
Dasyhelea nigrofusca är en tvåvingeart som beskrevs av Carter, Ingram och John William Scott Macfie 1921. Dasyhelea nigrofusca ingår i släktet Dasyhelea och familjen svidknott. Inga underarter finns listade i Catalogue of Life.